# Белова вештица
Белова вештица је легенда настала почетком 19. века у близини данашњег града Адамса у САД.

## Легенда
Џон Бел рођен је 1750. и по занимању је био фармер. Године 1817. је на пољу кукуруза уочио чудну животињу за коју је рекао да има тело пса и главу зеца. Отишао је по пушку, но животиња је нестала. Те вечери су он и његова породица чули чудне звукове око своје куће. У недељама које су уследиле, Џонова деца су се жалила како по ноћи ствари лете по њиховој соби. Неки људи су мислили да је неко из породице имао моћ телекинезе, те да је плашио своју породицу. Породица Бел је оптужила њихову комшиницу Кејт Батс да је вештица, те да их плаши због њихових лоших односа које су имали у то доба. Убрзо је откривено да она није могла бити вештица, зато што је умрла 6 година после Џона Бела.
Према легенди, вештица је зачарала Џонову кћер Бетси, због честог падања у несвест, и чудног понашања. Данас се мисли да је она имала епилепсију. Џон Бел је преминуо 20. децембра 1820. Легенда каже да га је вештица отровала приликом спавања, но данас се мисли да је појео нешто отровно. Након што је покопан његова породица је изјавила да се током покопа вештица смејала толико гласно да се молитва није могла чути. Након Џонове смрти вештица је престала да прогања породицу Бел. Син Џона Бела, Ричард, након 20 година је написао књигу о Беловој вештици, у којој је описивао како их је вештица плашила.

## Вештица Бел данас
Кућа породице Бел још увек постоји, а у близини постоји пећина за коју многи мисле да је дом Белове вештице. Многи људи тврде да из пећине чују гласне гласове.